# بیستون (چشر)
بیستون، چشر (به انگلیسی: Beeston, Cheshire) یک روستا و محله مدنی در بریتانیا است که در چشر وست واقع شده‌است. بیستون ۱۸۸ نفر جمعیت دارد.